# Knights of Cydonia
Knights of Cydonia – piosenka angielskiego zespołu rockowego Muse i zarazem utwór zamykający album Brytyjczyków z 2006 roku, Black Holes and Revelations. Wersja radiowa miała swoją premierę 6 czerwca 2006 roku na antenie radia KROQ, a do innych stacji w USA została rozesłana sześć dni później. W Wielkiej Brytanii utwór został wydany jako trzeci singel 27 listopada 2006, debiutując na 10. miejscu listy najpopularniejszych singli w tym kraju. 27 października 2006 didżejka BBC Radio 1 Annie Mac określiła piosenkę jako „sześć minut i jedna sekunda czystego geniuszu”.
Debiut koncertowy „Knights of Cydonia” miał miejsce podczas festiwalu Radio 1's Big Weekend w Dundee, 13 maja 2006 roku, gdzie zespół zagrał również dwa pierwsze single z BH&R – „Supermassive Black Hole” i „Starlight”. W porównaniu z wersją studyjną, podczas występów Matthew Bellamy śpiewa początek piosenki zdecydowanie głośniej i bardziej czysto.
Utwór znajduje się w trzeciej części popularnej serii gier muzycznych Guitar Hero – Guitar Hero III: Legends of Rock. „Rycerzy” użyto również w Heroes Unmasked, serialu dokumentalnym przedstawiającym kulisy powstawania popularnego serialu sci-fi Herosi, a także w reklamach promujących wydanie filmu 300 na DVD.
26 stycznia 2008 roku ogłoszono, że „Knights of Cydonia” zyskał miano najpopularniejszej piosenki 2007 roku w Triple J Hottest 100 – corocznej liście prowadzonej przez australijską młodzieżową stację radiową Triple J.

## Styl i treść
Głos Matta Bellamy’ego w utworze jest syntetyczny, pojawiają się również fragmenty grane na trąbce. Brzmienie gitary zostało zainspirowane hitem zespołu The Tornados z 1962 roku, „Telstar” (ojciec lidera Muse, George Bellamy, grał w nim na gitarze rytmicznej). Jako całość piosenka jest uderzająco podobna do kompozycji Bellamy’ego seniora, „Ridin’ the Wind”.
Tytułowa ‘Cydonia’ nawiązuje do regionu na Marsie, w którym znajduje się słynna Marsjańska Twarz. Okładka Black Holes and Revelations autorstwa Storma Thorgersona przedstawia krajobraz Czerwonej Planety oraz czterech mężczyzn siedzących wokół stołu, na którym stoją trzy miniaturowe koniki. Według zespołu ci mężczyźni to Czterej Jeźdźcy Apokalipsy, którzy przerośli swoje konie.

## Teledysk
Teledysk do utworu był kręcony pięć dni – trzy dni w Rumunii oraz po jednym w Londynie i Red Rock w Kalifornii, a został udostępniony 11 lipca 2006 roku. Utrzymany jest w konwencji spaghetti westernu, w klimacie postapokaliptycznym, dodatkowo uzupełniony jest początkowymi i końcowymi napisami. Mimo westernowej scenerii widocznych jest wiele odniesień do kultury masowej lat 60. i 70. Na końcu klipu można zobaczyć liczbę w numeracji rzymskiej, MCMLXXXI, która oznacza rok 1981. Z kolei na początku widnieje numer MCLMXXXI, który jednak nie odpowiada żadnej liczbie z powodu niewłaściwej nomenklatury.
W teledysku wyreżyserowanym przez Josepha Kahna wystąpili – brytyjski aktor Russ Bain jako główna postać (Człowiek Bez Imienia), Richard Brake jako czarny charakter (Szeryf Baron Klaus Rottingham), oraz Cassandra Bell jako obiekt zainteresowań (Księżniczka Shane Kuriyami).
Bardzo krótka scena, w której Bain uprawia seks z ukochaną została wycięta i nie można było jej zobaczyć w telewizji, jednakże pełna wersja bez cenzury jest dostępna na stronie reżysera.
W teledysku znajduje się zaskakująco dużo nawiązań do Gwiezdnych wojen, szczególnie do epizodu II, np. strój Księżniczki Shane Kuriyami do stroju Padme Amidali na arenie Geonosis.

## Lista utworów
- Promo CD PRO-101829

1. Knights of Cydonia (radio edit) – 4:42
2. Knights of Cydonia (album version) – 6:06

- Winyl HEL3004, download

1. Knights of Cydonia – 6:01
2. Assassin (Grand Omega Bosses edit) – 5:19

- CD HEL3004CD

1. Knights of Cydonia – 6:01
2. Supermassive Black Hole (live from the Campo Pequeno in Lisbon)

- DVD HEL3004DVD

1. Knights of Cydonia (video)
2. Knights of Cydonia (audio)
3. Knights of Cydonia (the making of)
4. Gallery